# Aboukar Abdoulaye Diori
Aboukar Abdoulaye Diori (* 11. Januar 1975) ist ein nigrischer Diplomat.

## Leben
Aboukar Abdoulaye Diori ist ein Sohn der Richterin Abdoulaye Diori Kadidiatou Ly und des Geschäftsmanns und Politikers Abdoulaye Hamani Diori. Hamani Diori, der erste Staatspräsident Nigers, ist sein Großvater.
Diori studierte Rechtswissenschaft in Paris. Er veröffentlichte 2012 bei Edmond Jouve an der Universität Paris V eine rechtswissenschaftliche Dissertation, in der er sich mit den Millenniums-Entwicklungszielen befasste. Er wirkte als Programmbeauftragter bei der unter der Leitung von Inoussa Ousséïni stehenden Ständigen Vertretung Nigers bei der UNESCO in Paris. Im Jahr 2018 wurde Diori zum Botschafter Nigers in Italien ernannt. In dieser Funktion folgte er N’Gadé Nana Hadiza Noma Kaka nach. Ende 2021 wurde er zum Botschafter Nigers in der Elfenbeinküste bestimmt.